# Selezione della città organizzatrice dei Giochi della XXX Olimpiade
Per l'organizzazione della XXX Olimpiade il Comitato Olimpico Internazionale (CIO) riconobbe come applicant cities ben nove città. Tra queste vennero selezionate solo cinque candidate ufficiali: Londra, Parigi, New York, Mosca e Madrid. Alla fine risultò vincitrice Londra.

## Applicant cities
L'ultima data utile per inviare le richieste di candidatura al CIO era il 15 luglio 2003, mentre venne fissato al 15 gennaio 2004 il limite massimo per la presentazione dei questionari di prima fase.
Attraverso di essi il CIO poté stilare una prima classifica, basandosi su votazioni relative alle singole sezioni del questionario, opportunamente pesate. Le sezioni riguardavano temi quali: supporto politico e della popolazione, infrastrutture generali, infrastrutture sportive, villaggio olimpico, ambiente, ricettività alberghiera, trasporti, sicurezza, esperienza passata, finanze e riutilizzo futuro dei siti olimpici. Solo con una votazione complessiva più che sufficiente sarebbe stato possibile considerare la città capace di organizzare i Giochi, e quindi di entrare a far parte della shortlist di città candidate ufficiali. Il 18 maggio 2004 vennero annunciate le votazioni, riportate nella tabella qui a fianco.
La vera sorpresa fu l'ottimo piazzamento di Madrid, mentre delusero un poco le prestazioni di New York. Sebbene provenienti da grandi città, le candidature brasiliana, turca e cubana non riuscirono a raggiungere gli standard richiesti dal CIO per l'organizzazione di una Olimpiade estiva.
Solo le prime cinque quindi poterono aggiungere al proprio logo i cinque cerchi olimpici e la dicitura candidate city.
Qui di seguito i logo delle applicant cities che non hanno potuto continuare il percorso di candidatura a causa della selezione appena descritta.
|  |  |  |

## Città candidate

I logo delle città candidate.

- Parigi
- Madrid
- Londra
- New York
- Mosca

## Votazione finale
La città organizzatrice dei Giochi della XXX Olimpiade venne scelta durante il 117º congresso del CIO, svoltosi a Singapore dal 2 al 9 luglio 2005. Il 6 luglio si tenne l'elezione della città organizzatrice. La sessione iniziò con la presentazione dei progetti, degli obiettivi e delle filosofie di candidatura delle cinque città candidate, secondo il seguente ordine: Parigi, New York, Mosca, Londra e Madrid. Le votazioni vennero avviate subito dopo il resoconto della commissione di valutazione delle candidature.
Dei 116 membri del CIO, 17 non parteciparono al primo turno delle votazioni: il presidente Jacques Rogge, che scelse di non votare, i 13 membri dei cinque comitati olimpici aventi città candidate, il bulgaro Ivan Slavkov, che era stato sospeso, e due altri membri che erano assenti alla sessione. Nei turni successivi potevano votare anche i membri dei comitati olimpici delle città candidate che venivano eliminate dalla votazione. Dai primi tre turni di votazione vennero eliminate, nell'ordine, Mosca, New York e Madrid, lasciando così in corsa solo Londra e Parigi. Nell'ultima votazione, quella decisiva, venne votata e, successivamente, annunciata come organizzatrice dei Giochi della XXX Olimpiade la capitale britannica per 54 voti, quattro in più della capitale francese.
|          | 1ª votazione | 2ª votazione | 3ª votazione | 4ª votazione |
| Londra   | 22           | 27           | 39           | 54           |
| Parigi   | 21           | 25           | 33           | 50           |
| Madrid   | 20           | 32           | 31           |              |
| New York | 19           | 16           |              |              |
| Mosca    | 15           |              |              |              |